# Helene Croner
Helene Croner (geb. 27. Februar 1885 in Berlin; gest. nach Juli 1943 im Konzentrationslager Auschwitz) war eine deutsche Geigerin, Bratschistin und Musikpädagogin. Sie wurde Ende Juni 1943 ins Konzentrationslager Auschwitz deportiert und war Mitglied des Häftlingsorchesters von Auschwitz.

## Leben und Werk
Helene Croner wurde 1885 in Berlin als zweite von drei Töchtern der aus Lyck in Ostpreußen stammenden Anna Ida Croner, geb. Flatau und dem jüdischen Rechnungsrat Abraham Croner geboren.
Nach ihrer schulischen Ausbildung studierte Helene Croner von 1902 bis 1906 an der Königlichen Akademischen Hochschule für ausübende Tonkunst bei Carl Markees und Joseph Joachim Violine.
Nach Abschluss ihrer Ausbildung arbeitete sie als Musiklehrerin und trat sowohl im privaten Rahmen als auch öffentlich als Geigerin, Bratschistin und Kammermusikerin in Berlin auf. So spielte sie u. a. im Haus von Sophie Koner, gemeinsam mit den Kindern von Georg Klemperer 1909 die Violine in Joseph Haydns Kindersinfonie.
Im Februar 1914 debütierte sie neben Pálma von Pászthory, Elfriede Hausmann und Marie Hahn im neu gegründeten Paszthory-Quartett mit Werken von Mozart.
1920 gründete sie mit Therese Petzko-Schubert, Anita Ricardo Rocamora und Sela Trau das Petzko-Schubert-Quartett. Unter anderem gastierten sie am 17. November 1920 im Meistersaal in Berlin, am 9. März 1921 mit dem Streichquartett Es-Dur, op. 109 von Max Reger sowie im November 1922 mit Anton Bruckners Streichquintett F-Dur. In den Streichquartetten übernahm Helene Croner meist die Rolle der Bratschistin. Anfang der 1920er Jahre trat sie auch mit anderen Künstlerinnen, vornehmlich Schülerinnen von Joseph Joachim, in Berlin auf, u. a. als Trio mit Elisabeth Lesser-Cohn und Annie Luxemburg oder mit dem Wietrowetz-Quartett, das von Gabriele Wietrowetz gegründet wurde. Im Jahr 1928 trat sie als Orchestermusikerin unter dem Konzertmeister August Heinrich Bruinier auf.
Ab 1923 war sie Dozentin für Violine am Stern’schen Konservatorium.
Nach der Machtergreifung der Nationalsozialisten wurden jüdische Künstler zunehmend ausgegrenzt und ihrer Auftrittsmöglichkeiten beraubt. Helene Croners Antrag zur Aufnahme in die Reichsmusikkammer wurde am 22. August 1935 von Peter Raabe abgelehnt und die Künstlerin mit einem Auftrittsverbot belegt. Gemeinsam mit ihrer jüngeren Schwester Charlotte („Lola“) Croner, einer Flötistin, und ihrer verwitweten Mutter bewohnte sie bis Ende der 1930er Jahre eine Wohnung in Berlin-Schöneberg in der Eisenacher Straße 119. Helene und Charlotte Croner wurden in den 1938 bzw. 1941 im Auftrag der NSDAP herausgegebenen antisemitischen Publikationen  „Judentum und Musik – mit einem ABC jüdischer und nichtarischer Musikbeflissener“ und „Lexikon der Juden in der Musik“ verzeichnet.
Nach der Ablehnung des Einspruchs gegen das Auftrittsverbot und der Verweigerung der Aufnahme in die Reichsmusikkammer im Juli 1937 trat Helene Croner als Bratschistin oder zweite Violinistin zusammen mit Morduch Finkelstein, Alfred Schlesinger und Walter Freund mit dem Streichquartett des Kulturbundes Deutscher Juden in Berlin auf. Bis zur Auflösung und dem Verbot des jüdischen Kulturbundes im September 1941 gastierte sie auch im Rahmen von so genannten Bunten Abenden in anderen Städten des Reiches. Einer der letzten öffentlichen Auftritte des Streichquartetts fand am 18. Januar 1941 in Berlin statt. Bei dieser Gelegenheit wurden Werke von Luigi Boccherini, Peter Tschaikowski und Alexander Borodin aufgeführt.
Am 19. Mai 1943 wurden Helene und Charlotte Croner aufgefordert, sich im Sammellager Große Hamburger Straße in Berlin einzufinden. Von hier wurden die Schwestern am 28. Juni 1943 mit dem 39. Osttransport als Nr. 187 ins Vernichtungslager Auschwitz deportiert. Aufgrund ihrer musischen Begabung wurden beide in das Mädchenorchester von Auschwitz aufgenommen. In Auschwitz verliert sich im August 1943 die Spur von Helene Croner.
Ihre Schwester Charlotte („Lola“) und ihre Mutter Anna Ida Croner überlebten den Holocaust ebenfalls nicht: Während Charlotte Croner mit den anderen jüdischen Mitgliedern des Mädchenorchesters vermutlich Ende Oktober 1944 nach Bergen-Belsen verschleppt wurde und dort umgekommen ist, weil nach dem Tod von Alma Rosé die Russin Sonia Winogradowa das Orchester übernommen hatte und die Bedingung durchgesetzt hatte, dass keine jüdischen Musikerinnen mehr im Orchester auftreten durften, wurde Anna Ida Croner am 4. Dezember 1942 ins Ghetto Theresienstadt deportiert, wo sie am 23. Februar 1943 verstarb.

## Repertoire
Zu Helene Croners Bühnenrepertoire zählten neben den klassischen Kammermusikstücken von Mozart und Haydn auch Werke von Max Reger, Bedřich Smetana, Antonín Dvořák, Peter Tschaikowski, Felix Mendelssohn Bartholdy, u. a.:
- Luigi Boccherini: Streichquartett A-Dur; Streichquintett d-Moll, op. 10 Nr. 2; Streichquintett E-Dur, op. 13
- Alexander Borodin: Streichquartett Nr. 2 D-Dur
- Anton Bruckner: Streichquintett F-Dur, WAB 112
- Antonín Dvořák: Streichquartett Es-Dur, op. 51; Terzett für zwei Violinen und Viola C-Dur, op. 74
- Joseph Haydn: Kindersinfonie
- Felix Mendelssohn Bartholdy: Streichquartett Es-Dur, op. 12
- Max Reger: Streichquartett Es-Dur, op. 109
- Franz Schubert: Streichquartett C-Dur, op. 163
- Bedřich Smetana: Streichquartett Nr. 1 e-Moll Aus meinem Leben
- Sergej Tanew: Streichquartett A-Dur, op. 13
- Peter Tschaikowsky: Streichquartett es-Moll, op. 30
- Giuseppe Verdi: Streichquartett e-Moll
- Karl Wiener: Bühnenmusik zu William Shakespeares Der Widerspenstigen Zähmung